# Stadio nuovo di Eskişehir
Lo Stadio nuovo di Eskişehir (in turco Eskişehir Yeni Stadyumu) è uno stadio situato a Eskişehir, in Turchia.
È prevalentemente usato per incontri di calcio ed ospita le partite casalinghe dell'Eskişehirspor, club proprietario dell'impianto. Ha una capacità di 34 930 posti a sedere. La sua costruzione è iniziata nel 2013 e terminata nel 2016. Ha sostituito lo stadio Atatürk, edificato nel 1962 e demolito nel 2017.
È stato inaugurato il 20 novembre 2016 in occasione della partita di TFF 1. Lig tra Eskişehirspor e Yeni Malatyaspor, vinta per 2-0 dai padroni di casa.
È classificato dall'UEFA come stadio di categoria 4 e può quindi ospitare partite europee.
Lo stadio ospita talvolta anche la nazionale turca, che il 27 marzo 2017 ha giocato la sua prima partita nell'impianto, un'amichevole contro la Moldavia, e la sua prima partita ufficiale il 5 settembre 2017, contro la Croazia per le qualificazioni al Mondiale 2018.
Nel 2017 ha ospitato anche la finale della Coppa di Turchia.